# École supérieure de communication et de commerce de Budapest
Pour les articles homonymes, voir BKF.
L'École supérieure de communication et de commerce de Budapest (hongrois : Budapesti Kommunikációs és Üzleti Főiskola, BKF ; anglais : Budapest College of Communication and Business) est une école supérieure hongroise située à Budapest et fondée en 2001.

## Personnalités liées à l'école
- Eszter Vitályos (1979-), personnalité politique et avocate hongroise.